# 1519
Відродження •  Реформація •  Доба великих географічних відкриттів •  Ганза •  Ацтецький потрійний союз •  Імперія інків

## Геополітична ситуація
Османську державу очолює Селім I (до 1520). Римським королем є Карл V Габсбург (до 1555). У Франції королює Франциск I (до 1547).
Середню частину Апеннінського півострова займає Папська область. Неаполітанське королівство на півдні захопила Іспанія. Могутними державними утвореннями півночі є Венеційська республіка, Флорентійська республіка, Генуезька республіка та герцогство Міланське (останні три під контролем Франції).
Іспанським королівством править Карл I (до 1555). В Португалії королює Мануел I (до 1521).
Генріх VIII є королем Англії (до 1547), королем Данії та Норвегії Кристіан II (до 1523). Сванте Нільссон є регентом Швеції. Королем Угорщини та Богемії є Людвік II Ягеллончик (до 1526). У Польщі королює Сигізмунд I Старий (до 1548), він же залишається князем Великого князівства Литовського.
Галичина входить до складу Польщі. Волинь належить Великому князівству Литовському. Московське князівство очолює Василій III (до 1533).
На заході євразійських степів існують Казанське ханство, Кримське ханство, Астраханське ханство Ногайська орда. Єгипет захопили турки. Шахом Ірану є сефевід Ісмаїл I.
У Китаї править династія Мін. Значними державами Індостану є Делійський султанат, Бахмані, Віджаянагара. В Японії триває період Муроматі.
У Долині Мехіко править Ацтецький потрійний союз на чолі з Монтесумою II (до 1520). Почалося завоювання іспанцями Месоамерики. В Імперії інків править Уайна Капак (до 1525).

## Події

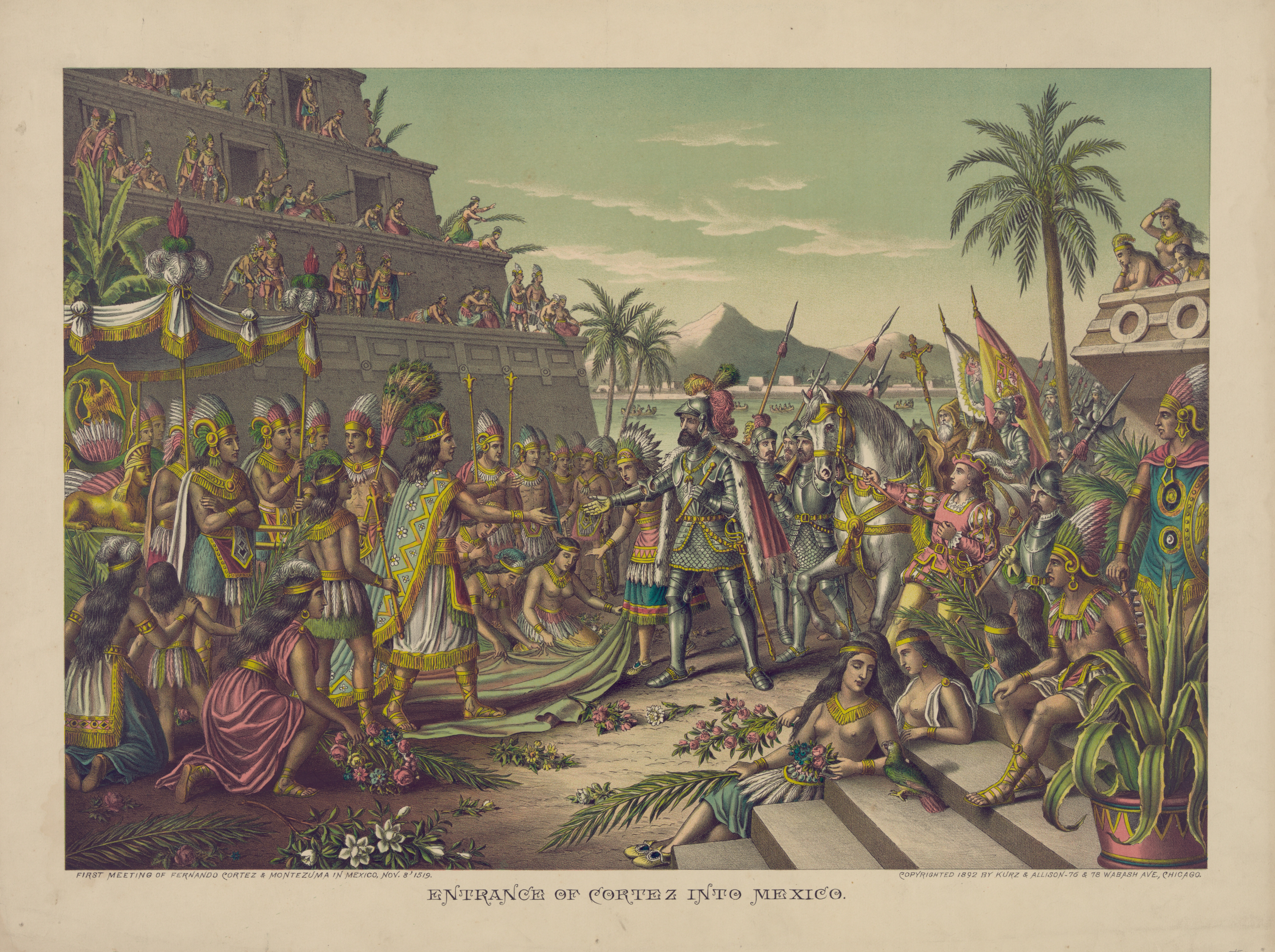
Вхід Кортеса в Теночтітлан

- Містечку Язловець (нині село у Бучацькому районі Тернопільської області) надано магдебурзьке право.
- Король Польщі Сигізмунд I Старий затвердив «Статут львівських вірмен».
- 21 квітня іспанський конкістадор Ернан Кортес висадився на узбережжі Мексики з метою завоювання держави ацтеків.
- Почалося завоювання іспанцями Месоамерики, що знаменувало кінець посткласичного періоду її розвитку. Населення Месоамерики за оцінками складало 25,3 млн. Разом із європейцями із островів Карибського моря прибула пандемія, що забрала життя у більшості місцевих жителів.
- 28 червня іспанського короля Карла I, котрий уже по народженню мав величезні володіння у Європі та Америці, обрано спадкоємцем свого діда Максиміліана I, імператора Священної Римської імперії.
- 15 серпня на місці індійського селища рибалок засновано місто Панама, назва котрого перекладається як «дуже багато риби».
- 20 вересня з іспанського порту Сан-Лукар в усті річки Гвадалквівіра вийшла в плавання експедиція на чолі з португальським мореплавцем Фердинандом Магелланом. Вона була споряджена іспанським королем Карлом I для пошуку західного шляху до Індонезійських островів і складалась з п'яти кораблів.
- 8 листопада ацтеки та їхній вождь Монтесума II радо вітали іспанського конкістадора Ернана Кортеса, котрий увійшов до столиці ацтеків міста Теночтитлан із загоном у 650 воїнів. Вважаючи, що збувається давнє пророцтво про пришестя білошкірого бога Кецалькоатля, Монтесума ще на підході до столиці вислав назустріч іспанцям послів з багатими подарунками, які мали б сподобатись суворому богу, поява котрого мала б принести ацтекам суворе випробування.
- Іспанці відкрили Барбадос.
- Ульріх Цвінглі почав проповідувати в Цюриху.
- Відбувся Лейпцизький диспут між Мартіном Лютером та Йоганном Екком щодо питань віри.
- У Таллінні споруджено Церкву святого Олафа.
- У Європі з'явилося какао.
- У Китаї спалахнуло повстання принца Нін, придушене Ван Янміном.

## Народились
Докладніше: Народилися 1519 року
- 16 лютого — Гаспар де Шатійон Коліньї, адмірал Франції (1552), лідер гугенотів (1569), перша жертва Варфоломіївської ночі.
- 31 березня — Генріх II Валуа, французький король (1547-1559 рр.).
- 13 квітня — Катерина де Медичі, дружина короля Франції Генріха II (1547-1559 рр.) (її вважають ініціатором Варфоломіївської ночі).

## Померли
Докладніше: Померли 1519 року
- 12 січня — За рішенням суду страчено звинуваченого у зраді і вбивстві правителя колонії Золота Кастилія Дієго Нікуеса 44-річного іспанського конкістадора Васко Нуньєса де Бальбоа.
- 2 травня — У Кло (Франція) у віці 67-и років помер італійський художник та вчений Леонардо да Вінчі.